# آدم ساروتا
آدم ساروتا (28 ديسمبر 1988 أستراليا - ) هو لاعب كرة قدم أسترالي، يلعب كلاعب وسط.

## وصلات خارجية
آدم ساروتا على موقع قاعدة بيانات كرة القدم.إي يو (الإنجليزية)
- آدم ساروتا على موقع ناشيونال فوتبول تيمز (الإنجليزية)
- آدم ساروتا على موقع Soccerway.com (الإنجليزية)
- آدم ساروتا على موقع عالم كرة القدم.نت (الإنجليزية)
- آدم ساروتا على موقع AS.com (الإسبانية)